# Amithao sparsus
Amithao sparsus är en skalbaggsart som beskrevs av Thomas Casey 1915. Amithao sparsus ingår i släktet Amithao och familjen Cetoniidae. Inga underarter finns listade i Catalogue of Life.